# Opisthocentra clidemioides
Opisthocentra clidemioides là một loài thực vật có hoa trong họ Mua. Loài này được Benth. & Hook. f. mô tả khoa học đầu tiên năm 1867.